# 下岗
下岗是中国大陆的特有名词，即退下工作岗位，指中国大陸国有企业在机构改革中失去工作的工人。作为长期雇员的工人名义上仍属该工厂单位，“协议保留劳动关系”（协保），但没有工资，实际上等于失业，是1990年代由中国大陸官方首先提出并在中國内地所广泛使用的名词。

## 背景

### 國有企業低質效率差缺乏競爭
1984年10月，中國共產黨十二屆三中全會發表《關於經濟體制改革的決定》，標誌著城市改革的開始，並在1985年全面展開。早在1956年三大改造完成后，公有制經濟（尤其是國營經濟）佔據了90%以上的工業總產值。而且企業的生産經營脫離市場，一切產品生産由政府下達訂單；而掌握企業主導權的並不是工廠厰長，而是國家委派的幹部——公方代表或上级党委委派的党支部书记。無論是國營企業還是極少部分的私營企業，工人一律不得被辭退，也沒有相應的破產措施；部分虧損嚴重的企業成為國家的不良資產。缺乏競爭、不負盈虧的企業，在主觀上沒有研發新科技、擴大再生產的動機；結果在同期世界上大部分資本主義國家都抓住了科技革命帶來的機遇，導致中國大陸與其他國家的差距越來越大。

### 鼓勵私營化的創新與進步性
鄧小平在1977年全國科學技術大會上便提出以科學技術帶動社會生產力。1985年的改革更進一步打破了原有的計劃經濟理念：政府一方面擴大了企業的自主權，遣返私營企業中的公方代表，引入市場經濟中的許多觀念，以市場化解決了過往的落後技術、服務質量低劣問題，發展為社會主義市場經濟。
該做法認可了私營企業高積極性對中國大陸經濟的貢獻和所處地位，並鼓勵非公有制經濟成分進一步發展以帶動中國大陸經濟，打破了中國大陸經濟公有制成分一枝獨秀的局面；抽回公方代表，逐步放寬私營企業的經營自主權。將企業納入宏觀經濟的管轄範圍内，與市場調節作用相互結合；對於生産盈利，不再堅持“一刀切”的均分政策，轉而以按勞分配為主要的分配方式，以允許“少數人先富起來”的誘因為代價換來了企業的生産活力。對國有經濟成分進行改組，由政府絕對控制經營轉爲政府擁有企業的絕對決策權，將一半經濟活動權下放給企業，支持並鼓勵負債企業兼併或破產——這極大地動搖了工人心目中共產黨和社會主義的形象。自中華人民共和國建國以來政治地位極高的工人群體被改革開放引入的政策所衝擊，伴隨着各地國營企業的關閉，全國約有數百萬工人失業，對當時中華人民共和國政府產生極大衝擊。中華人民共和國政府轉而以國家權力轉變人民的意識形態，將馬克思主義與市場經濟理論並相結合，試圖緩和失業工人的情緒；並引入「下崗再就業」政策，大量安排「紅帽子工程」來減少失業人口。

### 大量再就業與分配不均問題
从政治经济学的角度分析下岗问题，实质上是政府的競租行为造成的社会无谓损失，由于改革开放初期政府继续摆脱困难企业的包袱，并在能源、通讯、石油业等几个重要的领域获取垄断租金，以提供改革开放时期政府运营以及外交上所需要的高成本，并为官员提供较高的收入，采取的制度改革所带来的结果。国家对所有国有企业实行利改税，以实现向垄断行业的企业收取巨额垄断租金的同时淘汰落后生产力。其在工人阶级身上产生的效果是垄断行业的国企工人变得富有，而落后国企中大量工人下岗。

## 实际操作
下岗实质是一种变相的失业，虽然工人失去工作，但仍挂属于原单位，且没有工资。若自行离职，则得不到劳动补偿。因此大量下岗工人因有长工龄，不希望连补偿也失去。所以多数下岗工人既无工作，也无收入。多数工龄补偿为一至十万，有部分国企拖欠工人补偿，也有用解散为借口不给与下岗工人任何补偿。因此多数下岗工人生活十分艰苦，并且连同生活的宿舍也被原单位变卖。大规模正式下岗是在1997年开始，朱镕基主政时期，许许多多企业采用诱骗和威胁形式，例如中国石油和中国石化，大约有70万工人下岗，大庆油田在工人强烈抗议下没有执行下岗。许多下岗工人失业以后，原来企业低价变卖给这个企业的厂长和书记（国企私有化），下岗工人以远远低于原来工资继续给新的老板（原来的厂长书记）工作。
上海市在下岗潮中将部分职工重新安置到上海国资委系统的其他单位。截至2005年，协保人数在1万人以上的有纺织、轻工、电气、仪电、农工商等5家集团公司；协保人数在1000～10000人之间的有华谊、广电、东方、建材、百联、交运、水产、供销社、良友、医药、有色、建工、锦江国际等13家集团公司。

## 影响
在国有企业体制改革过程中，出现了官员贪污腐败问题，造成了大量国有资产流失。下岗失业工人年龄多在四五十岁，对于大部分只有工厂经验而没有其他技能的工人来说，使这类人群的再次就业存在极大的困难。于此同时，伴随着医疗制度改革、教育制度改革、住房制度改革的多重打压，使这类人群生活更加困难，成为中国大陸现阶段城市贫困人口的主要组成部分。与农民工一同被称为“弱势群体”。
就地域而言，失業下崗人員比較集中的是東北 、西北和西南的一些老的工業基地。行業而言，失業下崗人員多集中在工業製造和採礦業等行業。就單位經濟類型而言，失業下崗人員多集中在國有、集體企業。年齡組別為40歲上下的中年人居多。根据劳动部调查，1996年东北三省国有企业预算内亏损面达60%，停产、半停产企业超过4200户，被停发工资人数（包括离退休人员）约220万人，人均停发工资额1383元，放长假的职工人数达到48万人。

### 饮食
下岗潮后，部分东北地区的失业工人开始因门槛低、成本小、资金回笼快、时间自由开始尝试餐饮、零售行业，并开发出了沈阳鸡架、基于新疆烤肉的东北烧烤、基于四川麻辣串串改良的东北麻辣烫等小吃。